# Погребецкий сельский совет (Зборовский район)
Погребецкий сельский совет (укр. Погрібецька сільська рада) — входит в состав
Зборовского района
Тернопольской области
Украины.
Административный центр сельского совета находится в 
с. Погребцы.

## История
- 1992 — дата образования.

## Населённые пункты совета
- с. Погребцы
- с. Калиновка
- с. Красная